# Ускорение
Ускорението е векторна физична величина, която показва изменението на скоростта на движещо се тяло за единица време, с други думи ускорението представлява производната на скоростта по времето, или, което е същото, представлява втората производна на пътя {\displaystyle d^{2}S} от времето {\displaystyle dt^{2}}. Ускорението отчита изменението не само на големината на скоростта, но и на направлението ѝ. Обикновено се обозначава с {\displaystyle a} (от acceleration), а в теоретичната механика с {\displaystyle w}. Единицата за ускорение в SI е m/{\displaystyle s^{2}} (метра в секунда на квадрат). Специален случай е земното ускорение, което се означава с {\displaystyle g} (от gravity) и е равно на 9,8 m/s². Извънсистемна единица е gal, равна на 1 cm/s2. В този случай то има смисъл и на интензитет на земното гравитационно поле.
Разделът от механиката, изучаващ движението в триизмерното евклидово пространство, неговото описание, а също така описанието на скоростите и ускоренията в различни координатни системи се нарича кинематика. В класическата механика за тяло с постоянна маса ускорението е пропорционално на резултатната сила и се дава от втория закон на Нютон:
{\displaystyle \mathbf {F} =m\mathbf {a} \quad \to \quad \mathbf {a} =\mathbf {F} /m}
където F е резултатната сила, действаща на тялото, m е неговата маса, a е ускорението.
В преносен смисъл понятието се използва и за промяна в темпа на други процеси, включително обществени, като в този случай вместо „отрицателно“ ускорение се използва „забавяне“.

## Кинематика
Векторът на ускорението на материална точка във всеки момент от време се определя с диференциране на вектора на скоростта на материалната точка по времето:
{\displaystyle {\vec {a}}={d{\vec {v}} \over dt}={d^{2}{\vec {r}} \over dt^{2}}}.
където:
{\displaystyle {\vec {a}}} е векторът на ускорението
{\displaystyle {\vec {v}}} е векторът на скоростта
t е времето
r е радиус-векторът, определящ положението на точката в пространството.
Когато скоростта е постоянна с времето, т.е. за един и същ интервал от време тялото изминава един и същ път без да променя посоката си, векторът на ускорението е нулев.
Когато скоростта се променя с времето, ускорението е различно от нула. Тогава ускорението може да приема както положителни, така и отрицателни стойности. При положителна стойност на ускорението имаме увеличаване на скоростта (т.е. ускоряване в ежедневния му смисъл), при отрицателни стойности имаме забавяне или спиране.

### Праволинейно движение
За праволинейно движение се говори, когато се изменя само големината на скоростта, но не и посоката ѝ.
Ако векторът {\displaystyle {\vec {a}}} не се изменя с времето, движението се нарича равноускорително. При равноускорително движение са в сила формулите:
{\displaystyle {\vec {v}}(t)={\vec {v}}_{0}+(t-t_{0}){\vec {a}}}
{\displaystyle {\vec {r}}(t)={\vec {r}}_{0}+(t-t_{0}){\vec {v}}_{0}+{(t-t_{0})^{2} \over 2}{\vec {a}}}.
Тук с долен индекс 0 са означени началните стойности на съответните величини.
Частен случай на равноускорително движение е когато ускорението е равно на нула по време на цялото движение. В този случай скоростта е постоянна, а движението има праволинейна траектория (ако скоростта е също нула, то тялото е в покой). Такова движение се нарича праволинейно и равномерно. Равноускорителното движение на точка винаги е в равнина, а на твърдо тяло – плоскопаралелно или постъпателно.

### Движение по криволинейна траектория
В общия случай на движение по крива, всяко ускорение може да се раздели на две компоненти: нормално (изразяващо промяната в посоката на скоростта) и тангенциално (изразяващо промяната в големината на скоростта). Тъй като укорението е векторна величина, то
{\displaystyle {\vec {a}}={\vec {a}}_{t}+{\vec {a}}_{n}}
Тангенциалното ускорение е насочено по допирателната към траекторията на движение и се означава с aτ. То характеризира изменението на скорост по модул.
{\displaystyle {\begin{alignedat}{3}\mathbf {a} &={\frac {d\mathbf {v} }{dt}}\\\end{alignedat}}}
Центростремителното ускорение или нормалното ускорение е насочено винаги към центъра на окръжността и се означава с an. По модул е равно на:
{\displaystyle |{\vec {a}}|=\omega ^{2}r={v^{2} \over r}}
Ъгловото ускорение е свързано с изменението на ъгловата скорост за единица време и, по аналогия с линейното ускорение е:
{\displaystyle {\vec {\varepsilon }}={d{\vec {\omega }} \over dt}}
Посоката на вектора тук показва дали модулът на скоростта се увеличава или намалява.

## Динамика
Първият закон на Нютон постулира съществуването на инерциални отправни системи. В тези системи равномерното праволинейно движение на материална точка остава непроменено, ако няма въздействие на външни сили. На това основание възниква определението за сила като въздействие, което води до промяна на скоростта на движение. Така се постулира, че причината за възникването на ненулево ускорение в инерциална отправна система е наличието на някакво външно силово въздействие.
Вторият закон на Нютон утвърждава, че приложената сила и породеното ускорение са винаги пропорционални, като коефициентът на пропорционалност е масата m:
{\displaystyle {\vec {F}}=m{\vec {a}}}.
Това е диференциално уравнение от втори ред, защото ускорението е втора производна на координатите спрямо времето. Това означава, че еволюцията на механична система във времето може да се определи еднозначно, ако знаем нейните начални координати и скорости. Трябва да се отбележи, че ако уравненията, описващи нашия свят, бяха от първи ред, то от света биха изчезнали явления като инерцията, трептенията и вълните.

## Теория на относителността
Всички движения в пространството на Минковски се извършват с една и съща скорост – тази на светлината, с, затова четиривектора на ускорението е винаги ортогонален на четиривектора на скоростта. Постоянният вектор {\displaystyle \textstyle \mathbf {a} } има смисъл на обикновено ускорение в моментна отправна система, свързана с ускорението на тялото. Ако тялото относително своето предишно положение увеличава постоянно скоростта си с {\displaystyle \textstyle a\,dt'}, то в неподвижна система такова движение е релативистки равноускорително. Параметърът {\displaystyle \textstyle a} се нарича собствено ускорение.

## В техниката
Възможността за постигане на определени ускорения е съществен параметър при конструирането на различни машини, особено в областта на транспортната техника. При превозните средства тя обикновено се описва с диаграма на резервната мощност - динамична характеристика. Популярна мярка за възможностите за ускоряване на автомобилите е времето за ускорение от 0 до 100 km/h. При масовите новопроизвеждани модели автомобили стойността на този параметър е около 9 s, но при някои спортни модели може да бъде и по-ниска от 3 s. Най-масово притежаваните екземпляри в България са на по-стари модели, при които този параметър е от порядъка на 10-15 сек. Основното предназначение на спирачните системи на превозните средства е да създават отрицателно ускорение, като тяхната ефективност е един от основните фактори, определящи спирачния път.
При пътищата възможностите за ускорение и забавяне на масовите превозни средства са определящи за дължината на ускорителните и забавителните ленти, както и за програмирането на светофарите. От съотношението на нормалните ускорения и сцеплението между превозните средства и пътната настилка зависят напречните наклони в хоризонтална крива. Нормалните ускорения са и източник на напречно хоризонтално натоварване на релсовите пътища и мостовете, разположени в хоризонтална крива. Нормалните и тангенциалните ускорения могат да предизвикат и локални повреди в асфалтобетонните настилки, предизвиквайки деформации в техните повърхностни пластове.
Ускоренията в земната основа, предизвиквани от земетресенията, са важно въздействие за строителните конструкции, разположени в сеизмично активни райони. По тази причина максималните сеизмични ускорения са по-тясно свързани с размера на разрушенията при земетресение, отколкото магнитудът, който отразява освободената при земетресението енергия. При сеизмичния анализ на по-отговорни или застрашени съоръжения се отчита не само максималната стойност на ускорението, но и вида на неговото изменение в хода на земетресението, като се използват сеизмични акселерограми.